# Smolniccy herbu Sas

herb Sas

Smolniccy – polski ród szlachecki pieczętujący się herbem Sas, który wziął swoje nazwisko od Smolnika w Powiecie sanockim, znany od XVI wieku.
Ród zapoczątkował szlachcic Jacek Kulczycki herbu Sas, który w 1511 roku otrzymał od hetmana koronnego i wojewody krakowskiego Mikołaja Kamienieckiego prawo założenia wsi Smolnik w Beskidzie sanockim, a osiadając tam na kniastwie dał początek linii Sasów, zwanych odtąd Smolnickimi.
Smolniccy, podobnie jak wiele innych rodzin szlacheckich (pieczętujących się herbem Sas), byli dość rozgałęzionym rodem, w związku z czym podlegali procesowi pauperyzacji. Przedstawiciele jednej z linii używali dla odróżnienia przydomku: z Strzwiąża. Większość Smolnickich od XVII do XIX wieku należała do obrządku greckokatolickiego.
Po rozbiorach Rzeczypospolitej przedstawiciele tego rodu wylegitymowali się ze staropolskiego szlachectwa przed Przemyskim Sądem Ziemskim, Trembowelskim Sądem Grodzkim a także Wydziałem Stanów we Lwowie.